# Mordechai Hefez
Mordechai Hefez, nato Marcel Hefez (in ebraico מרסל חפץ‎?; Alessandria d'Egitto, 17 febbraio 1930 – Ballainvilliers, 17 marzo 2010), è stato un cestista israeliano.

## Carriera
Con Israele ha partecipato alle Olimpiadi del 1952 e ai Campionati del mondo del 1954.